# Görkem Saglam
Görkem Sağlam (Gelsenkirchen, 1998. április 11. –) német-török származású német utánpótlás-válogatott labdarúgó, a holland Willem II játékosa.

## Pályafutása

### Klubcsapat
Ifjúsági pályafutását az SG Wattenscheid 09 csapatában kezdte, majd innen igazolta le őt a VfL Bochum. 2016. április 2-án az RB Leipzig elleni bajnoki mérkőzésen a kispadra nevezte Gertjan Verbeek. Május 15-én az utolsó fordulóban debütált az 1. FC Heidenheim ellen a 73. percben váltotta Timo Perthelt.
2020-as téli átigazolási időszakban a holland Willem II szerződött 2022 nyaráig szóló szerződést aláírva.

### Válogatott
Szerepelt a német korosztályos válogatottban az U15, az U16, U17 és az U18-asok között. Az U17-es válogatott tagja volt a 2015-ös U17-es labdarúgó-Európa-bajnokságon és a 2015-ös U17-es labdarúgó-világbajnokságon, amelybe Christian Wück hívta meg a keretbe. Az U17-es labdarúgó-Európa-bajnokságon a B csoport utolsó mérkőzésén a cseh U17-es válogatott ellen a 4-0-ra megnyert mérkőzésen gólt szerzett. A döntőben a francia U17-es labdarúgó-válogatott ellen 4-1-re kaptak ki. Az U17-es labdarúgó-világbajnokságon a C csoportban a második helyen jutottak tovább, majd a nyolcaddöntőben a horvát U17-es válogatott elleni mérkőzésen 2-0-ra kaptak ki és így kiestek.

## Statisztika
2021. február 19-i állapot szerint.
| Klub       | Szezon   | Bajnokság | Bajnokság | Kupa  | Kupa | Nemzetközi | Nemzetközi | Összesen | Összesen |
| Klub       | Szezon   | Mérk.     | Gól       | Mérk. | Gól  | Mérk.      | Gól        | Mérk.    | Gól      |
| ---------- | -------- | --------- | --------- | ----- | ---- | ---------- | ---------- | -------- | -------- |
| VfL Bochum | 2015–16  | 1         | 0         | 0     | 0    | –          | –          | 1        | 0        |
| VfL Bochum | 2016–17  | 14        | 1         | 0     | 0    | –          | –          | 14       | 1        |
| VfL Bochum | 2017–18  | 4         | 0         | 1     | 1    | –          | –          | 5        | 1        |
| VfL Bochum | 2018–19  | 10        | 0         | 0     | 0    | –          | –          | 10       | 0        |
| VfL Bochum | 2019–20  | 0         | 0         | 0     | 0    | –          | –          | 0        | 0        |
| VfL Bochum | Összesen | 29        | 1         | 1     | 1    | 0          | 0          | 30       | 2        |
| Willem II  | 2019–20  | 3         | 0         | 0     | 0    | –          | –          | 3        | 0        |
| Willem II  | 2020–21  | 19        | 2         | 1     | 0    | 2          | 1          | 22       | 3        |
| Willem II  | Összesen | 22        | 2         | 1     | 0    | 2          | 1          | 25       | 3        |
| Összesen   | Összesen | 51        | 3         | 2     | 1    | 2          | 1          | 55       | 5        |

## Sikerei, díjai
- Németország U17
  - U17-es labdarúgó-Európa-bajnokság döntős: 2015